# University of KwaZulu-Natal
University of KwaZulu-Natal – południowoafrykańska uczelnia publiczna zlokalizowana w prowincji KwaZulu-Natal. Powstała w 2004 roku.